# Graminícola de Bengala
La graminícola de Bengala (Graminicola bengalensis) és un ocell de la família dels pel·lorneids (Pellorneidae).

## Hàbitat i distribució
Habita zones amb herba alta i canyars de les terres baixes a l'est de l'Índia des de oest de Nepal, cap a l'est fins al nord d'Assam, cap al sud a Bengala Occidental, Bangladesh i Manipur.